# Scatto mortale - Paparazzi
Scatto mortale - Paparazzi (Paparazzi) è un film del 2004 diretto da Paul Abascal, e interpretato da Cole Hauser, Tom Sizemore e Dennis Farina.

## Trama
Hollywood, il giovane attore Bo Laramie acquista una certa notorietà dopo il successo del suo ultimo film d'azione. Dovrà però convivere con il peso della stampa scandalistica e dei paparazzi che iniziano a pressarlo pesantemente, accrescendo la sua preoccupazione soprattutto per la privacy della sua famiglia. In un crescendo di rabbia, Bo cerca di mantenere il controllo ricorrendo a una terapia psicanalitica ma, dopo l'incidente che subisce con i familiari, provocato dall'invadenza dei fotografi, il piccolo della famiglia rischia di morire. Bo, dopo l'ultimo scatto di uno dei fotografi (che cinicamente hanno fatto pubblicare le stesse foto dell'incidente), decide di vendicarsi.